# هگیهاتشال
هِدی‌هات‌شال (به مجاری:  Hegyhátsál) یک شهرداری در مجارستان است که در واش واقع شده‌است. هدی‌هات‌شال ۴٫۵۸ کیلومتر مربع مساحت و ۱۷۱ نفر جمعیت دارد.